# Ashious Melu
Ashious Jordan Melu, également appelé Ashios ou Ashols Melu (né le 6 juin 1957 à Chililabombwe à l'époque en Fédération de Rhodésie et aujourd'hui en Zambie, et mort le 20 janvier 1997 en Zambie) est un footballeur international zambien, qui évoluait au poste d'attaquant, avant de devenir ensuite entraîneur.

## Biographie

### Carrière de joueur

#### Carrière en sélection
Avec l'équipe de Zambie, il figure dans le groupe des sélectionnés lors des Coupes d'Afrique des nations de 1982, de 1986 et de 1992. La sélection zambienne se classe troisième de la compétition en 1982.
Il participe également aux Jeux olympiques d'été de 1988 organisés en Corée du Sud. Lors du tournoi olympique, il joue 4 matchs et son équipe atteint le stade des quarts de finale.
Il joue également 6 matchs comptant pour les tours préliminaires de la coupe du monde 1990.
Il est capitaine de la sélection nationale entre 1988 et 1992.